# Willington (Derbyshire)
Pour les articles homonymes, voir Willington.
Willington est une paroisse civile et un village du Derbyshire, en Angleterre.